# 리처드 몽고메리
리처드 몽고메리(Richard Montgomery, 1738년 12월 2일 - 1775년 12월 31일)는 아일랜드 태생의 군인으로, 우선 영국 육군에서 복무했다. 미국 독립 전쟁 때 대륙군 준장 되어, 1775년에 실패로 끝났던 캐나다 침공 작전을 지휘한 것으로 알려져 있다.

## 생애
몽고메리는 아일랜드에서 태어나 자랐다. 1754년 더블린의 트리니티 칼리지에 입학하여 2년 후에는 영국군에 입대해 프렌치 인디언 전쟁에 참전했다. 북아메리카에서 이어 카리브해에서 근무하면서 순조롭게 계급을 올렸다. 프렌치 인디언 전쟁이 끝난 후 폰티액 전쟁에서는 디트로이트 요새에 주둔한 후 건강상의 이유로 영국에 귀국했다. 1773년, 몽고메리는 미국에 돌아가서 자넷 리빙스턴과 결혼하여 농장 경영을 시작했다.
미국 독립 전쟁이 시작되자, 미국 독립 지지자가 되었으며, 1775년 5월에는 뉴욕 식민지 회의 대의원으로 선출됐다. 1775년 6월, 대륙군 준장으로 임관되었다. 필립 스카일러 장군의 병이 깊어져 캐나다 침공을 이끌 수가 없자 몽고메리가 지휘를 인수했다. 같은 해 11월에는 세인트존스 요새와 몬트리올 시를 점령한 후 퀘벡 시까지 진군하여 베네딕트 아놀드가 이끄는 별동대와 합류했다. 12월 31일 퀘벡 시에 공격을 지휘했지만(퀘벡 전투), 전투 중에 전사했다. 영국군이 그 유해를 찾아 군 장례식을 치렀다. 유해는 1818년에 뉴욕 시에 이장되었다.

## 어린 시절

### 초기
몽고메리는 아일랜드 더블린주(현재 핑걸주) 소즈에서 원래 영국군 장교로 아일랜드 의회 대의원이었던 토마스 몽고메리(1700년 –1761년)와 메리 프랭클린 몽고메리 부부의 아들로 태어났다. 형 알렉산더 몽고메리 대령(1720년 –1800년)과, 사촌으로 알렉산더 몽고메리 대령 (1686년 -1729년)이 있으며, 모두 도네갈 주 대표로 대의원을 지냈다. 다른 사촌으로 역시 알렉산더 몽고메리 장군(1721년 -1785년)은 모나한 주 대표로 대의원을 지냈다.
몽고메리는 어린 시절 대부분을 도네갈 근방에서 보냈고, 사냥, 승마, 사격과 펜싱을 배웠다. 아버지 토마스가 몽고메리에 충분한 교육을 받도록 유도했기 때문에, 프랑스어, 라틴어 및 수사학을 배웠고 벨파스트 교외의 학교를 다녔다. 북아메리카에서 프렌치 인디언 전쟁이 시작된 1754년, 몽고메리는 더블린의 트리니티 칼리지에 입학했다.
몽고메리는 지식을 매우 사랑했지만 학위는 받지 않았다. 아버지와 형 알렉산더를 설득해 1756년 9월 21일에 영국 육군에 입대했다. 아버지가 소위 임관을 사서, 제17 보병연대에 근무하게 되었다.

## 7년 전쟁
1757년 2월 3일, 제17 보병연대는 골웨이 수비대 임무로 해외 파견을 준비를 하도록 명령받았다. 5월 5일 몽고메리와 제17 보병연대는 코크를 출항해 노바스코샤의 핼리팩스로 가서 7월에 도착했다. 영국군은 루이스버그 공략 전략을 세웠지만, 그 실행은 연기되었고, 동계 숙영을 위해 뉴욕 식민지로 향했다. 1758년, 제17 보병연대는 핼리팩스로 돌아가 다시 루이스버그 공략을 준비하고 있었다.
영국군 지휘관 제프리 애머스트와 제임스 에버크롬비는 핼리팩스의 북쪽, 케이프 브레튼 섬의 대서양 연안에 위치한 루이스버그에 주둔하는 프랑스군을 공격하는 작전을 세웠다. 프랑스군 수비대는 불과 800명이며, 영국군은 13,142명의 세력에 23척의 전열함과 13척의 프리깃함 지원이 있었다. 1758년 6월 8일, 요새에 대한 공격이 시작되었다. 몽고메리는 격렬한 포화 속에 해변에 상륙하여, 부대원들에게 총검을 꽂고 전진을 명령했다. 밖에 나와 있던 프랑스군은 요새 방향으로 후퇴했다. 몽고메리 부대와 다른 영국 부대는 요새에 설치된 대포의 사정거리 밖까지 프랑스군을 쫓았다. 이 시점에서 영국군은 요새의 포위전으로 접어들었다. 악천후가 이어졌고, 포위전을 위해 필요한 대포 등 보급 물자의 도착까지 몇 주가 걸렸다.
몽고메리는 병사들에 참호를 파고, 흉벽을 만들게 해, 프랑스군의 공격 가능성에 대비하면서 경계하도록 지시하기도 했다. 7월 9일, 프랑스군이 요새에서 탈출을 시도했지만 실패했다. 7월 26일, 일련의 전투로 프랑스 해군 함대의 대부분이 파괴되었고, 요새 내의 프랑스군은 항복했다. 애머스트 장군은 포위전 중의 몽고메리 행동에 감탄하여 중위로 승진시켰다.
1758년 7월 8일, 제임스 에버크롬비가 챔플레인 호수를 따라 카리용 요새를 공격했지만 큰 손실을 입고 퇴각했다. 8월, 몽고메리와 제17 보병연대는 보스턴으로 돌아와 올버니에서 에버크롬비의 부대와 합류한 후 조지 호수로 진군했다. 11월 9일, 에버크롬비가 해임되고, 애머스트가 총사령관에 취임했다.
영국군 상층부는 1759년 전략을 위해 캐나다를 세 방면에서의 공격하는 작전을 입안했다. 제17 보병연대를 포함 부대는 카리용 요새를 공격하고, 크라운 포인트에 가까운 세인트 프레드릭 요새도 공략하게 되었다. 애머스트 장군의 지휘 하에 몽고메리와 제17 보병연대는 카리용 요새 공략전에 참전했다. 전에 군대가 집결하고 있는 동안 몽고메리 중대는 경비 임무를 맡았다. 몽고메리는 병사들에게 프랑스군과 인디언 습격에 대비해 경계를 강화라고 명령했다. 5월 9일, 제17 보병연대의 12명의 병사가 공격을 받았으며, 몽고메리의 의심이 맞았다는 것을 증명했다. 몽고메리와 제17 보병연대는 처음으로 맹렬한 저항에 마주쳤다. 몽고메리는 병사들에게 오인 전투를 피하기 위해 밤에는 총격하지 않도록 명령했다. 7월 21일, 전군이 요새의 공략을 시작했다. 7월 26일경 요새 외벽에 자리를 잡고 있었고, 프랑스군은 대부분 세인트 프레드릭 요새에 퇴각하였다. 낮에 포격전을 주고받은 그날 밤, 프랑스군은 카리용 요새의 화약고를 폭발시켰고, 다음날에는 세인트 프레드릭 요새까지 폭파시킨 후 챔플레인 호수 북단까지 후퇴했다.
1759년 늦게 로버트 멍크튼 소장의 휘하에 들어간 제17 보병연대는 겨울을 모호크 강 계곡의 수비 임무로 보냈다. 1760년 5월 15일, 멍턴은 몽고메리를 연대의 부관에 임명했다. 이 지위는 지휘관이 연대의 가장 장래가 촉망되는 중위에게 주는 것이었다.
8월, 제17 보병 연대는 샹플레인 호수에서 사단에 합류하여, 크라운 포인트에서 출발하여 몬트리올에 세 방향에서의 공격에 참여했다. 제17 보병 연대는 일오누아와 샹베리 요새를 공략 한 후 몬트리올 교외에 있던 다른 2개 사단과 합류했다. 프랑스 캐나다 총독 보들레르 후작은 몬트리올을 지킬 수 없다고 판단하고, 싸우지 않고 항복했다. 몬트리올시가 함락된 것으로, 캐나다는 모두 영국군의 손에 떨어졌다. 1761년 여름, 몽고메리와 제17 보병 연대는 몬트리올에서 스태튼 섬까지 개선했다.

### 카리브 해
영국 정부는 캐나다를 정복 한 후, 카리브해에서 프랑스군을 격파할 작전을 세웠다. 1761년 11월 몽고메리와 제17 보병 연대는 바베이도스로 이동, 북미에서 온 다른 부대와 합류했다. 1762년 1월 5일, 부대는 바베이도스를 출발해 프랑스령 마르티니크 섬으로 가서 1월 중순에 도착했다. 프랑스 군은 공격이 임박했다는 정보를 접하고 있으며, 그 방어 태새를 준비하고 있었다. 상륙 거점을 신속하게 구축한 주력군의 공세가 1월 24일에 시작되었다. 프랑스군의 외곽 방어를 공략하자 남아 있던 부대는 수도인 로얄 요새에 도망쳤다. 영국군은 요새에 대한 공격 준비를 시작했지만, 프랑스군은 상황이 절망적임을 감지하고 항복했다. 2월 12일, 전체가 항복했다. 마르티니크 섬이 함락된 후, 프랑스령 서인도 제도의 그레나다, 세인트루시아 및 세인트빈센트섬이 전투없이 영국의 손에 떨어지게 되었다.
1762년 5월 6일, 마르티니크 섬의 공적에 대한 보상으로 존 캠벨 중령이 몽고메리를 대위로 승진시키고, 제17 보병연대 소속 10개 중대의 지휘를 맡겼다.
1761년에 스페인이 프랑스의 동맹국으로 참전했다. 영국군 지휘부는 아바나를 점령하면 스페인 본국과 식민지 제국의 통신선을 파괴할 수 있다고 생각했다. 1762년 6월 6일, 영국군 습격 부대가 아바나 해안에서 11 km 앞바다에 도착했다. 몽고메리 중대를 포함한 제 17 보병연대는 스페인 하바나의 중요 방어 거점인 모로 요새를 공략하기로 되어 있었다. 영국 해군의 전투함이 요새를 포격하여 스페인군의 대포 중 2문을 제외하고 모두 파괴했다. 7월 30일, 몽고메리와 제17 보병 연대가 요새를 급습해 점령했다. 8월 하순, 몽고메리와 제17 보병연대는 뉴욕에 보내져 전쟁의 나머지 기간동안 그곳에서 머물렀다. 7년 전쟁은 1763년 2월 10일에 조인된 파리 조약으로 끝이났다.

## 폰티액 전쟁
1763년 4월 오타와 인디언 추장 폰티액은 프랑스가 항복한 것에 분노하여, 또한 그들에게 끼친 영국군의 정책에 불만을 품고, 인디언 18개 지파를 조직하고 반란을 일으켰다. 이 부족은 영국군의 요새 8곳을 점령하고, 다른 2곳을 빼앗았다. 1763년 6월, 애머스트 장군은 제17 보병연대에게 올버니로 가서 반란진압을 지원하도록 명령했다.
몽고메리 부대를 수송하는 배가 허드슨강을 거슬러 올버니로 향하는 도중, 정계의 유력자 리빙스턴 가문의 근처에서 배가 좌초했다. 배를 옮겨타는 동안, 리빙스턴 가는 배에 타고 있던 장교들을 환대했다. 이때 몽고메리는 로버트 리빙스턴의 딸로 20살의 자넷을 소개받았다. 이 때 두 사람 사이에 무슨 일이 있었는지 정확하지는 않지만, 자넷은 연대가 뉴욕에 돌아오면 젊은 몽고메리가 연대와 동행하지 않은 것을 알게 되었다. 몽고메리는 그것보다 이전에 잉글랜드로 휴가를 떠났다.
제17 보병연대는 스턴윅스 요새 수비대 임무를 맡았고, 몽고메리는 그곳에서 1764년까지 머물렀다. 1764년, 몽고메리는 카리브해에서의 종군을 하다가 건강이 악화되었기 때문에, 캠벨 대령과 토마스 게이지 장군에게 잉글랜드에 돌아갈 것을 청했다. 게이지는 귀국을 허용하였고, 캠벨 대령도 가능한 빨리 그렇게하도록 지시했다. 캠벨은 카리브해에 원정에서 부하 장교가 줄어들고 있었기 때문에, 다음 원정 후에 귀국을 허락했다.
1764년 영국군은 인디언 봉기를 진압하기 위해 두 부대의 원정대를 조직했다. 그 중 하나에 몽고메리와 제17 보병연대가 있었는데, 그는 존 브래드스트리트의 휘하에 배속되어 6월에 나이아가라 요새로 파견되었다. 그곳에서 한 달을 주둔했고, 그 동안 윌리엄 존슨 경이 인디언들과 오대호 근처에서 회담을 했다.